# 인디애나주
인디애나주(영어: State of Indiana)는 미국 중서부 오대호 남쪽에 있는 주이다. 인디애나라는 이름은 "인디언의 땅"이란 뜻이다. 북쪽으로 미시간호 및 미시간주와 접하며, 동쪽으로 오하이오주, 남쪽으로 오하이오 강을 끼고 켄터키주, 서쪽으로 일리노이주와 접한다. 인디애나폴리스가 주도이다.
이 주는 중서부에서 공화당 성향이 가장 큰 주이다. 1992년과 1996년에는 인디애나주의 주변에 공화당이 승리한 주가 하나도 없어 "붉은 섬 (An Island of Red)"라고 불리기도 하였다. 이 주 출신의 유명한 정치인에는 벤저민 해리슨과 댄 퀘일이 있다.

## 역사

### 원주민의 시대
현재의 인디애나에 살던 첫 주민들은 "마운드 빌더스"라고 불리는 선사적 인디언들이었을 것이다. 많은 매장 흙무더기, 흙으로 만든 요새와 마을들이 아직도 존재한다. 1679년 첫 백인 탐험가들이 도착할 때에 그들은 몇 백 명 밖에 안되는 인디언들을 발견했다. 이 인디언들의 대부분은 마이애미 족에 속하였다.
1700년대와 1800년대의 세월 동안 많은 종족들이 다양한 시대에 살았다. 먼시 족과 쇼니 족은 백인 정착자들에게 자신들의 대지를 빼앗긴 후 동부에서 왔다. 휴런 족, 키카푸 족, 피앙케 족, 포타와토미 족과 웨아 족은 오대호에서 이 지방의 북부에 건너와 정착하였다. 백인들은 대부분 이들에게 인디애나의 대지를 팔거나 항복하도록 강요하였다.
포타와토미 족은 인디애나 지역에 들어오고 떠난 마지막 종족이었다. 1795년 경에 그들은 북부에 마을들을 세웠다. 1836년 즈음 많은 포타와토미 족 주민들은 그들의 대지를 정부에게 팔았다. 나머지는 1838년 군사에 의하여 쫓겨났다. 그 후에는 일부 인디언들 만이 남아있었다.

### 탐험과 정착
인디애나 지방에 첫 백인은 프랑스의 탐험가 르네-로베르 카블리에 드 라 살이었다. 그는 1679년 캐나다의 프랑스 식민지에서 건너와 태평양으로 향하는 수로를 찾으러 왔다. 라 살은 세인트조지프와 캥커키 강을 통해 이 지역을 지나갔다. 1680년 그는 후에 돌아와 인디애나 지역의 북부 대부분을 탐험하였다.

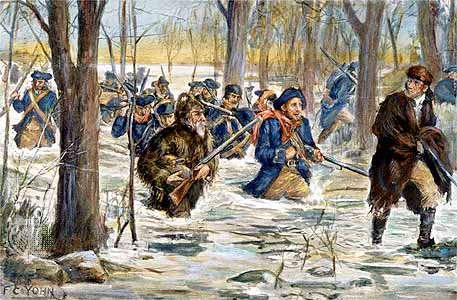
조지 로저스 클라크의 빈센즈로 행렬

프랑스의 모피 교역자들은 곧 미시간호로부터 더 멀리의 내륙을 밀어내었다. 그들은 모피를 구하기 위하여 인디언들에게 구슬, 담요, 칼, 페인트와 위스키를 팔았다. 1720년대 동안 프랑스인들은 현재 포트웨인 근처에 있는 마이애미와 현재 라파예트 근처에 있는 우이어터넌에 모피 교역지들을 세웠다. 1732년 경 프랑스인들은 인디애나의 첫 영구적 정착지인 빈센즈를 창립하고 거기에 요새를 세웠다.
인디언들과의 모피 교역을 시작하면서, 프랑스인들은 영국의 교역자들과 경쟁하였다. 오랜 기간 프랑스인들은 인디언들을 동등하게 대우하였으므로 현지 종족들의 호의를 얻은 상태였다. 그러나 영국인들을 모피에 대해 높은 가격을 불러 인디언들에게 승리를 거두었다.
모피 교역을 위한 분투는 북아메리카에서 프랑스와 영국 간에 벌어진 여러 차례의 전쟁의 주요 이유였다. 대서양 식민지들로부터 서부로 뻗어진 영토를 요구한 영국군은 프랑스군을 물리쳤다. 1763년 프랑스는 인디애나와 다른 지방들을 영국에게 주었다.
1763년 이후 영국군들은 인디애나 지방을 통치하기 시작하였다. 미국 독립 전쟁이 일어나는 동안에 이 지역은 현지 정착자들에 의하여 보호되었다. 1778년 조지 로저스 클라크 아래의 버지니아군들이 빈센즈와 그 근거지 포트색빌을 점령하였다. 영국군의 원정은 요새를 재포획하였으나 1779년 클라크가 다시 포획하였다. 이 승리는 미국인들이 노스웨스트 준주를 통치하는 데 도움을 주었다. 1787년 인디애나는 노스웨스트 준주의 일부가 되었다.

### 준주 시대

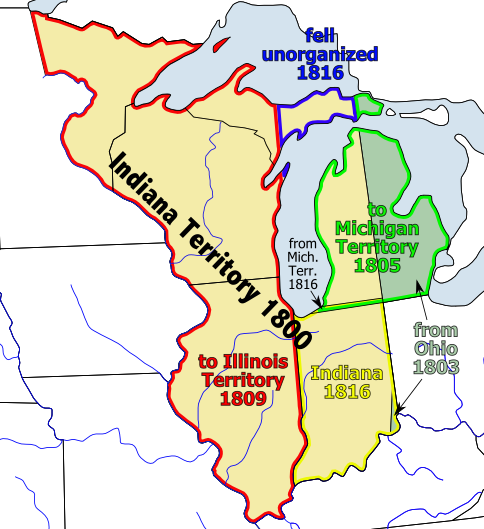
인디애나 준주의 지도

인디언들은 가끔 초기의 정착자들을 공격하였다. 리틀 터틀 추장이 이끄는 마이애미 족들은 마을들을 불태우고 많은 백인들을 죽였다. 1794년 현재 오하이오주 털리도 근처에 있는 모미 강 근처에서 일어난 폴렌팀버스의 전투에서 앤서니 웨인 장군 지휘 하에 연방군은 마이애미 족과 다른 종족들을 물리쳤다.
미국 의회는 1800년 인디애나 준주를 구획하였다. 이 준주는 현재의 인디애나, 일리노이, 위스콘신 그리고 미시간과 미네소타의 일부를 포함하였다. 빈센즈가 준주의 수도가 되었다. 존 애덤스 대통령은 윌리엄 헨리 해리슨 장군을 그 준주의 지사로 임명하였다. 그 이후 일리노이는 1809년 독립된 준주가 되었고, 인디애나는 오늘날과 거의 같은 국경선을 가진다.
1809년 해리슨은 연방 정부를 위해 인디애나 남부에 2,900,000 에이커(1,170,000 헥타르)의 인디언 대지를 매입하였다. 유명한 쇼니 족의 추장 테쿰세는 불공평하게 조약을 매입하는 것에 반대하였다. 몇몇 부족들은 함께 뭉쳐 영국군에게서 총과 화약을 얻어 전쟁 준비를 하였다. 1811년 해리슨은 티퍼카누의 전투에서 인디언들을 물리쳤다. 미영 전쟁 동안에 인디언들은 영국군에 가담하였다. 1813년 해리슨은 현재 캐나다 온타리오주 모라비안타운에 있는 탬즈의 전투에서 다시 인디언들과 영국군을 물리치고 테쿰세는 전사하였다. 이 승리들로 인해 미국은 준주에서 영국의 영향력을 제거할 수 있었다. 인디언들은 그들의 공격을 막고 정착자들은 대지를 발전시킬 자유를 얻었다. 1813년 커리던이 인디애나 준주의 새 수도가 되었다.

### 초기의 주 지위
1816년 12월 11일 인디애나는 19번째 주로서 합중국에 가입하였다. 당시 인구는 대략 64,000명이었다. 민주공화당의 조너던 제닝스가 첫 주지사가 되었다. 새로운 주정부는 대지 세금으로 거둔 약간의 돈을 제외하고 돈이 없는 것을 깨달았다. 그러나 새 정착자들은 연방 정부로부터 자신들의 대지를 매입한 후 5년 동안은 세금을 낼 필요가 없었다. 다른 농부들은 약간의 세금을 내야 했다. 이들은 동부 시장으로 가는 교통이 비싸고 위험하였기 때문에 자신들의 곡물에서 작은 소득만을 얻었다.
1818년 연방 정부는 인디언들과 조약을 맺어 주의 중부를 매입하였다. 연방 정부는 그 지역을 인디애나에 편입시켰으며, 곧 정착자들이 도착하였다. 1824년 입법부는 중앙에 위치한 인디애나폴리스를 주도로 만들었다. 입법부는 1825년에 이 도시로 옮겼다.
1825년 스코틀랜드의 사회 개혁자 로버트 오언은 와바시 강 계곡의 저지대에 뉴하모니 타운을 설립하였다. 그는 새로운 사회 시스템을 시작하기 원했으며, 공동체 생활에 필요한 규칙들을 세웠다. 이 단체에는 학자, 교사와 과학자들도 있었다. 오언의 지도 아래에 이 공동체는, 특히 교육에서 진보적인 아이디어들을 채택하였다. 식민지가 번창하면서 외국의 지도자들이 오언의 방법을 공부하러 왔다. 그러나 실험은 1827년 많은 단체 구성원들이 협동하지 않아 결국 실패하였다.
1820년대 인디애나 주는 연방 정부로부터 도로와 운하들을 세우는 데 필요한 대지 사용을 승인받았다. 이러한 개발은 마구잡이로 이루어졌다. 1840년에 들어서 인디애나 주는 빚이 막심하다는 것을 깨닫고 많은 프로젝트들이 완료되지 못하였다.
인디애나 준주의 첫 지사 윌리엄 헨리 해리슨은 1841년 3월에 미국의 대통령이 되었으며, 백악관에 들어간 지 30일 만에 사망하였다.
1850년대 동안에 철도들이 주 안으로 이어지면서 인디애나의 경제는 향상되었다. 도시들이 번창하고 농부들은 자신들의 곡물을 위한 새로운 시장들을 찾았다. 클레멘트와 헨리 스튜드베이커 형제는 1852년 대장간과 수레의 상점을 열었다. 그들의 회사는 미국에서 가장 큰 수레 제조사가 되었다. 1862년 리처드 게이틀링이 인디애나폴리스에서 처음으로 실용적인 기관총을 발명하였다. 1860년대 동안에 제임스 올리버는 평원의 꺾이지 않는 잔디를 쉽게 자를 수 있는 강철 쟁기를 발명하여 향상시켰다.

### 남북 전쟁
남북 전쟁이 일어나는 동안에 인디애나에서 기록된 단 하나의 전투는 1863년 코리던에서 일어났다. 존 헌트 모건 장군이 이끄는 남부의 기병대가 켄터키로부터 오하이오 강을 건너 쳐들어왔다. 그들은 코리던을 급슥하고나서 인디애나 동부를 거쳐 오하이오로 들어갔다.

### 주 승격
남북 전쟁이 끝난 후, 인디애나의 농부들은 빚, 농산물의 낮은 가격과 높은 운임률로 인해 위기를 겪었다. 농산물의 가격은 1980년대까지 오르지 않았다. 그러나 1800년대 새로운 산업 분야들이 급속히 발달하였다. 1885년, 첫 가솔린 펌프 중 하나가 포트웨인에서 만들어졌다. 1886년, 포틀랜드 근처에서 천연가스가 발견되어 이 연료의 근원을 가까이 두고 싶었던 주 외의 기업들을 끌어들였다. 1889년에는 스트랜드 석유 회사가 미시간 호에 자리잡 은 작은 마을 화이팅에 세계에서 가장 큰 정제소를 세웠다. 1894년 코코모의 엘우드 헤인스는 처음으로 성공적인 가솔린 동력의 자동차를 디자인하였다.

### 1900년대 초반

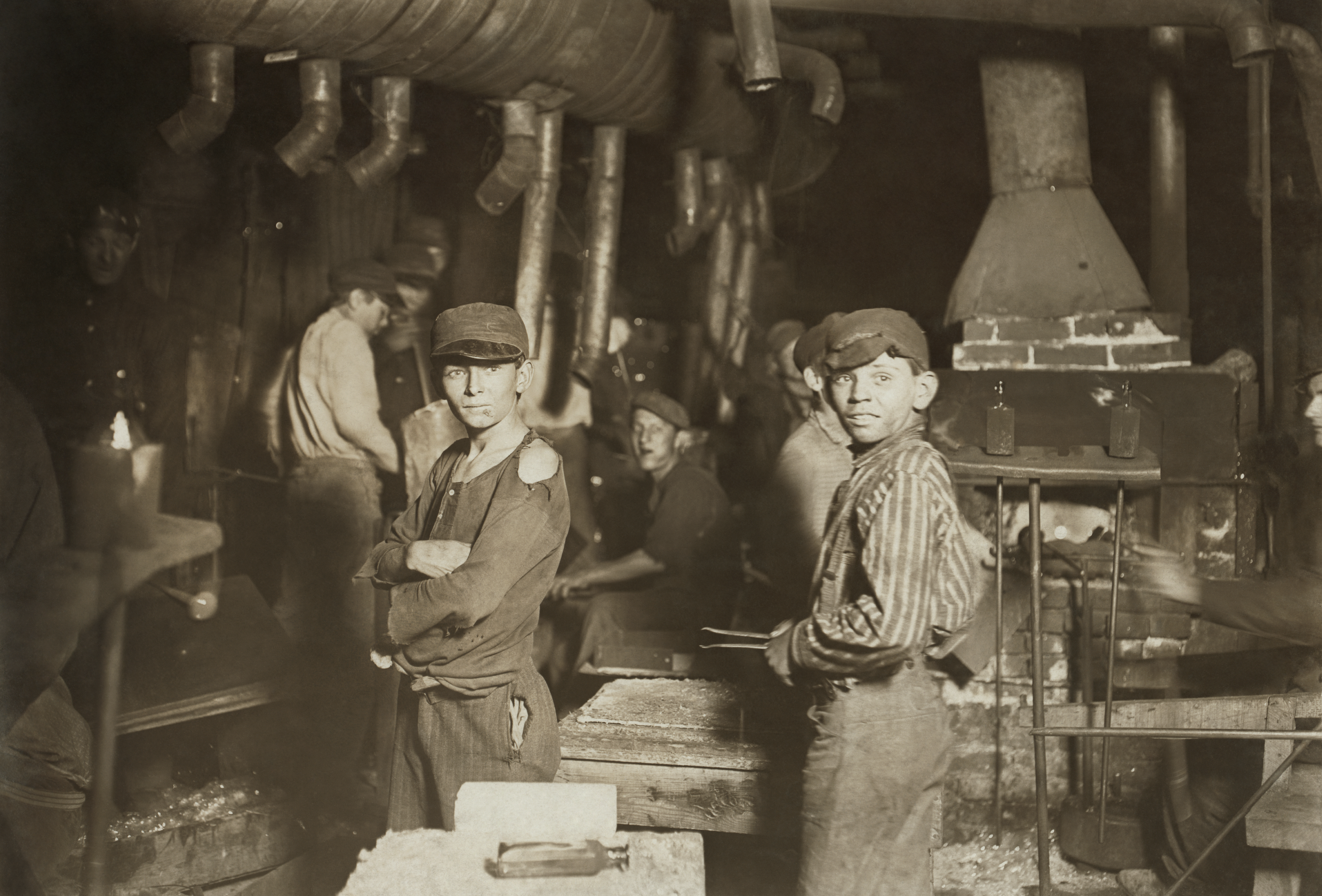
유리 공장의 어린이 노동자들 (1908년)

1900년 인디애나 인구의 약 3분의 1인 200만명 이상이 도시에 살았다. 1902년 사우스벤드에 있는 스튜드베이커 형제의 회사가 첫 전력 자동차를 만들었다. 이 회사는 1904년 가솔린 동력 자동차들을 만들기 시작하였다. 1906년 미국 철강 주식회사가 게리에 건설되기 시작하였다. 추가로 회사는 그곳에 가장 큰 철강업 단지를 지었다. 1911년에는 첫 인디애나폴리스 500 자동차 경주가 인디애나폴리스 스피드웨이에서 열렸다. 주는 1915년 근로자 보상 법령을 채택하였다. 이 법령은 직업 활동 중 부상을 당한 근로자들에게 고용주들이 치료비를 내도록 하였다.
1920년대에는 인디애나의 자동차와 다른 금속 산업들이 빠르게 확장되었다. 1933년, 인디애나 주는 행정부서들을 재편성하여 주지사에게 더 큰 권한을 주었다. 1937년, 주의 노동 관리 문제를 해결하기 위해 노동부가 만들어졌다. 그 해, 오하이오 강에 홍수가 일어나 많은 사망자와 막대한 재산 피해를 발생시켰다.

### 1900년대 중반
1940년 주지사 헨리 F. 쉬리커는 인디애나 주의 행정관이 되는 데 선출된 유일한 민주당원이었다. 다음 해에 공화당 통치의 입법부는 주의 권위의 거의를 제한시키려 한 법안을 통과시켰다. 그러나 대법원은 비헌법적인 법안을 다스렸다.
1956년 국가에서 거대하게 개인적으로 소유한 발전소들 중의 하나인 클리프티 크리크가 매디슨에 세워졌다. 또한 그해에는 노던 인디애나 유료 도로가 개장되었다. 1950년대와 1960년대에 인디애나는 지속적으로 농업에서 공업적인 경제로 옮겼다. 농촌의 인구는 줄고 도시 인구가 번창하였다. 도시들로 이주하여 제조업에 직업을 구한 많은 농부들을 위한 농기구들의 사용이 적어졌다. 게리와 인디애나폴리스를 포함한 큰 산업 도시들도 남부에서 온 근로자들을 끌어들였다.
인디애나 주는 남북 전쟁 이래 정통적으로 공화당 지지주로 지내왔다. 그러나 농부들과 도시 지역들로 이주한 남부인들이 민주당원들이었기 때문에 1960년대에 민주당원들이 힘을 얻었다.
1963년 인디애나 주의 입법부는 주의 세금 프로그램에서 주요 변화를 만들었다. 거대한 변화는 소매상 세금 2 퍼센트의 채택이었으며, 인디애나주 역사상 처음이었다. 1960년대 동안에 기계 사용으로 인디애나의 일부 지역에서는 실업이 증가하였다. 어떤 산업들은 주를 떠났다. 1963년 스튜드베이커 주식회사가 사우스벤드에서 자동차 생산을 종료하면서 수 천 명의 근로자들이 직업을 잃었다.
1970년 인디애나폴리스와 매리언 카운티는 "유니고브"라는 재결성 계획을 시작하였다. 이 계획은 모든 국가의 402 제곱 마일(1,041 제곱 킬로미터)를 차지하는 데 지방 정부들과 확장된 인디애나폴리스의 도시 경계선들을 융합하였다. 재결성은 전국적인 행정관과 입법부 명령, 그리고 융합한 예산을 포함하였다.
인디애나주는 미시간 호의 번스하버에 인디애나 항구에 의하여 보조되면서 1970년대 동안에 주요 경제적 번창을 경험하였다. 1970년에 개장된 이 항구는 세인트로렌스 수로의 기에 의하여 대양으로 가는 배들을 취급하였다. 1970년대에 인디애나 주는 문제들과 부딪히기도 하였다. 정부의 비용들이 급격히 솟아올라 주의 입법부는 1973년, 소매상 세금을 늘렸다. 그 세금은 1980년대 중반에도 다시 올랐다.
1980년대 초반에 인디애나 주에서 불경기가 확장되었다. 철강, 자동차와 다른 제조품들을 위한 요구에 전국적인 쇠퇴가 주의 제조 부분에서 실업이 급격하게 상승하게 되었다. 추가로 많은 인디애나의 농부들은 높은 운영비와 농산물의 가격들이 하락하면서 빚을 지거나 파산하였다. 불경기와 실업의 증가가 주의 세입을 줄였다.

### 최근의 발전
인디애나 주의 경제는 1980년대 후반과 1990년대에 향상되었다. 주의 농업과 제조업 부문이 회복되었고, 최고 기술과 서비스 업들의 번창이 경제를 더욱 다양화하였다. 소득세와 판매세의 세율 인상이 세입을 늘이는 데 일순간 공헌하였으나 결국 높은 세금이 그렇듯 장기적으로 세금이 싼 주가 발전을 하여 경제가 침체되어 있다. 주 세금이 없는 사우스다코타 등은 인구가 꾸준히 늘고 경제가 매우 좋다. 인디애나 주는 재정적 프로그램들이 새로운 비즈니스들을 주로 끌어들이는 데 도움을 주기 위하여 이 추가적인 세입을 이용하였다. 인디애나 주는 또한 교육에 그 지출을 늘였고, 많은 도시들은 재개발 프로그램들을 시작하였다. 인디애나폴리스의 낡은 구역들은 새로운 사무소, 정부와 대학교 건물, 호텔과 스포츠 시설들을 재건한 지역들이다.

## 경제

### 서비스업

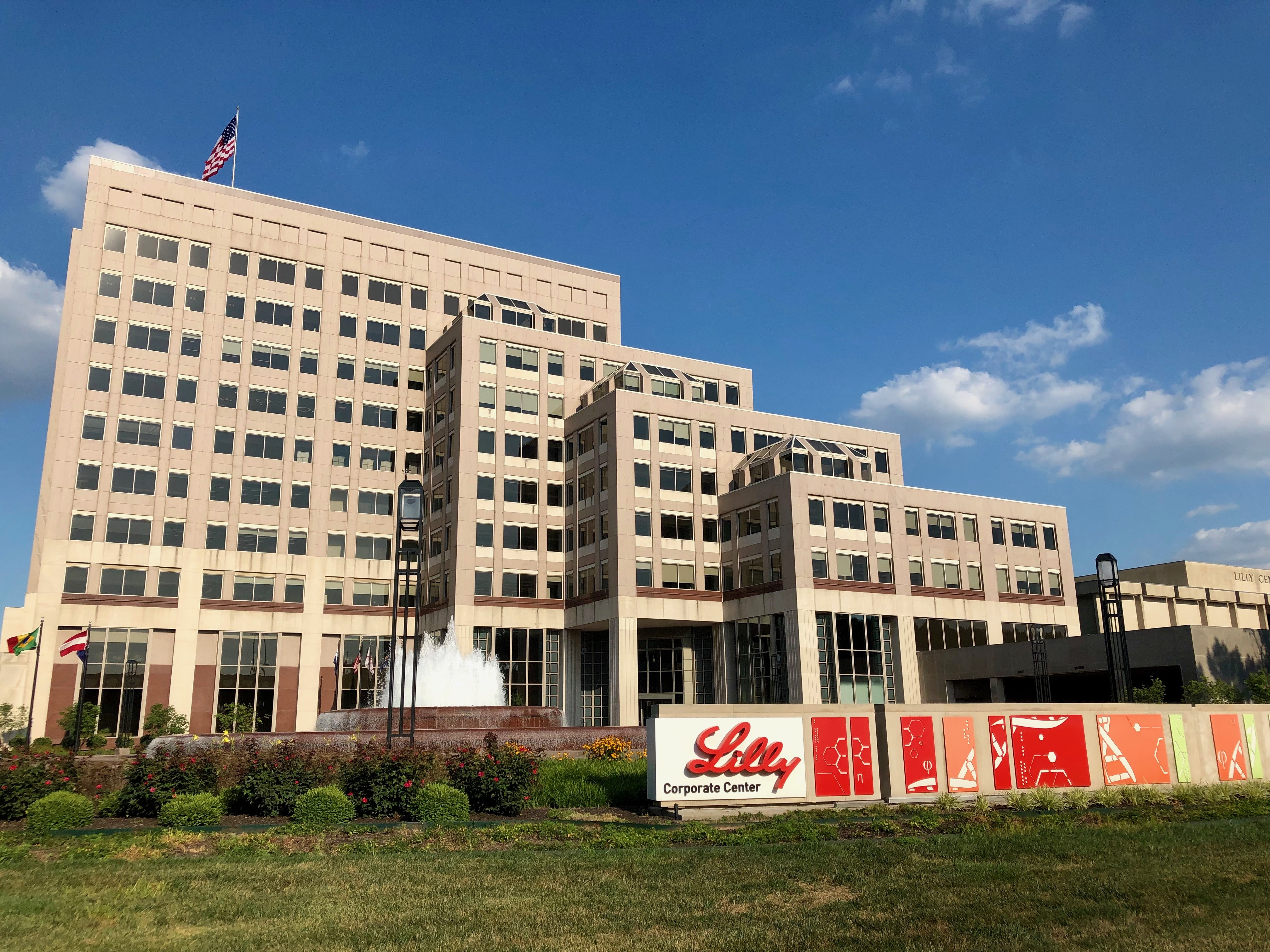
인디애나폴리스에 있는 일라이 릴리 앤드 컴퍼니의 본사

서비스업은 인디애나 주의 국내 총생산의 대략 3분의 2를, 그 고용주의 대략 4분의 3을 차지한다. 서비스업의 대부분은 메트로폴리탄 지역들에 집중되어 있다.
주도인 인디애나폴리스는 정부 활동의 중심지이다. 이 도시는 또한 주의 주요한 소매상의 중심지이기도 하다. 인디애나폴리스의 호텔과 식당들은 도시에서 열리는 많은 집회의 결과로서 거의 수입을 얻고 있다. 미국에서 가장 큰 건강 보험회사들 중의 하나인 웰포인트 회사가 인디애나폴리스에 본사를 두었다.
주요 재정적 서비스 상사인 콘세코는 카멜에 기지를, 큰 하드웨어의 도매업 회사인 두잇베스트 주식회사는 포트웨인에 기지를 두었다. 인디애나 주는 더 많은 다른 주의 대부분보다 더 많은 화물 철도 교통을 다루고 있다. 일부 대양 화물 해운 회사들이 미시간호 사이에 운영된다.

### 제조업
제조업은 인디애나 주에서 다른 주들보다 더 큰 국내 총생산을 차지한다. 교통 수단은 제조에 의하여 추가된 가격의 기간들에서 인디애나의 주요한 제조품이다. 자동차 조립 공장들은 포트웨인, 라파예트, 프린스턴과 사우스벤드 지역들에서 운영된다. 인디애나는 자동차 부품과 트럭을 생산하는 주요한 주 안에 올라와있다.
인디애나 주는 다른 주들보다 더 많은 철강을 생산한다. 인디애나 북서부에 있는 캘러멧 지방은 세계의 주요 철강 생산 지역들 중의 하나이다. 번스하버, 이스트시카고와 게리는 이 지방의 주요 철강업 중심지들이다. 인디애나 주는 또한 중요한 알루미늄 생산주이다.
약품은 주의 주요한 화학품이다. 주요 제약회사인 일라이 릴리 앤드 컴퍼니가 인디애나폴리스에 본사를 두었다. 엘크하트와 에번스빌에 있는 회사들도 약품을 생산한다. 식품 제조업은 인디애나폴리스, 라파예트와 로건스포트 지역들에서 운영된다. 제과류, 옥수수와 콩 제품, 낙농품, 정육과 청량음료는 주의 주요한 식료품들이다. 합성 금속 제품의 생산은 거의 엘크하트, 포트웨인과 인디애나폴리스 지역들에서 이루어진다. 인디애나 주는 주요한 수술 기구와 용구들의 생산주이다.

### 농업

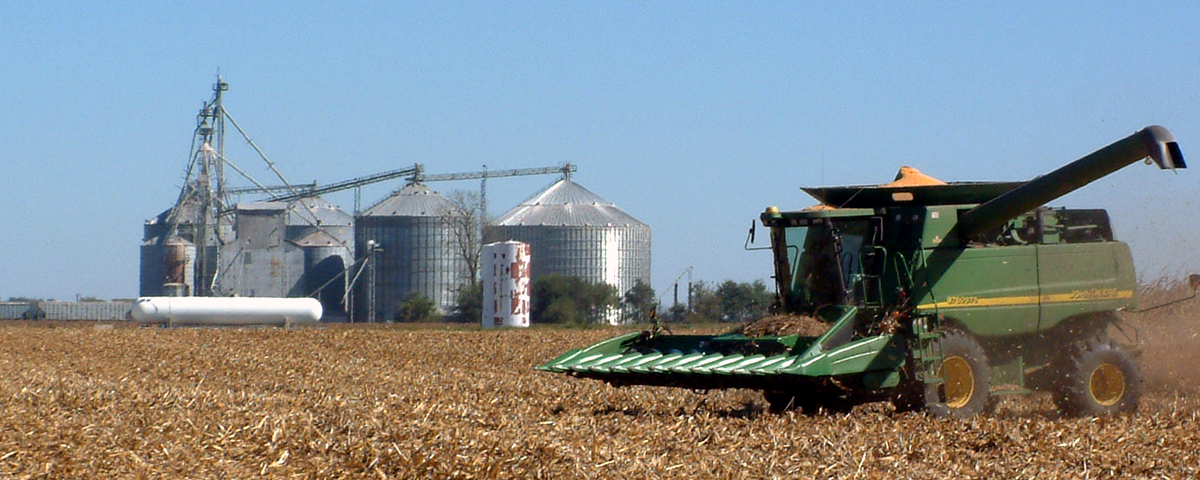
스튜어트 지역에서의 수확

농장 지대는 인디애나 주의 내륙 지방의 대략 3분의 2를 뒤덮고 있다. 옥수수와 콩은 인디애나의 가장 가치 있는 생산물이며, 농장 소득의 대략 절반을 벌고 있다. 인디애나 주는 옥수수와 콩을 생산하는 주요한 주에 속한다. 인디애나 주의 모든 군의 농부들은 특히 중부 평원에서 이 곡물들을 재배한다. 다른 중요한 곡물들은 건초와 밀을 포함한다.
토마토는 인디애나 주에서 가장 가치 있는 채소이다. 다른 중요한 채소들에는 오이, 감자, 강낭콩과 사탕 옥수수가 있다. 사과, 블루베리, 수박 등은 주요한 과일이다. 인디애나 주는 제1의 팝콘 생산주이다. 온실과 종묘품도 인디애나 주에서 자라는 중요한 농업 생산품이다.
돼지는 인디애나 주의 주요 축산물이다. 주의 대부분에는 돼지를 키우나, 생산은 라파예트 주위에 있는 지방에서 대량으로 길러진다. 다른 축산물들은 육우, 달걀과 우유이다. 인디애나 주는 제1의 달걀 생산주이며, 농부들은 양과 칠면조를 기르기도 한다.

### 광업
역청탄은 인디애나 주의 주요 광물이다. 석탄은 인디애나주 광업 소득의 대략 절반을 차지한다. 대부분의 인디애나 산 석탄은 불에 탈 때 공해를 유발하는 유황이 높은 비율로 함유되어 있다. 대부분의 석탄은 주의 남서부에 있는 표면 광산들에서 채굴된다.
인디애나의 다른 산출 광물로는 석유, 깨진 돌, 포틀랜드 시멘트, 모래와 자갈 등이 있다. 인디애나의 천연 석유는 주의 남서부에 있는 일리노이 분지에 존재한다. 석회암은 거의 인디애나폴리스의 남부, 특히 베드포드와 블루밍턴 주위의 채석장들에서 생산된다. 인디애나는 미국에서 제일 시멘트 생산이 많다. 모래와 자갈은 거의 주요 도시들 근처의 구덩이들에서 생산된다.

## 주민
| 인구조사                      | 인구      | Note | %±     |
| ----------------------------- | --------- | ---- | ------ |
| 1800년                        | 2,632     |      | —      |
| 1810년                        | 24,520    |      | 831.6% |
| 1820년                        | 147,178   |      | 500.2% |
| 1830년                        | 343,031   |      | 133.1% |
| 1840년                        | 685,866   |      | 99.9%  |
| 1850년                        | 988,416   |      | 44.1%  |
| 1860년                        | 1,350,428 |      | 36.6%  |
| 1870년                        | 1,680,637 |      | 24.5%  |
| 1880년                        | 1,978,301 |      | 17.7%  |
| 1890년                        | 2,192,404 |      | 10.8%  |
| 1900년                        | 2,516,462 |      | 14.8%  |
| 1910년                        | 2,700,876 |      | 7.3%   |
| 1920년                        | 2,930,390 |      | 8.5%   |
| 1930년                        | 3,238,503 |      | 10.5%  |
| 1940년                        | 3,427,796 |      | 5.8%   |
| 1950년                        | 3,934,224 |      | 14.8%  |
| 1960년                        | 4,662,498 |      | 18.5%  |
| 1970년                        | 5,193,669 |      | 11.4%  |
| 1980년                        | 5,490,224 |      | 5.7%   |
| 1990년                        | 5,544,159 |      | 1.0%   |
| 2000년                        | 6,080,485 |      | 9.7%   |
| 2010년                        | 6,483,802 |      | 6.6%   |
| 2019 (추산)                   | 6,732,219 |      | 3.8%   |
| 출처: 1910–2010 2019 estimate |           |      |        |

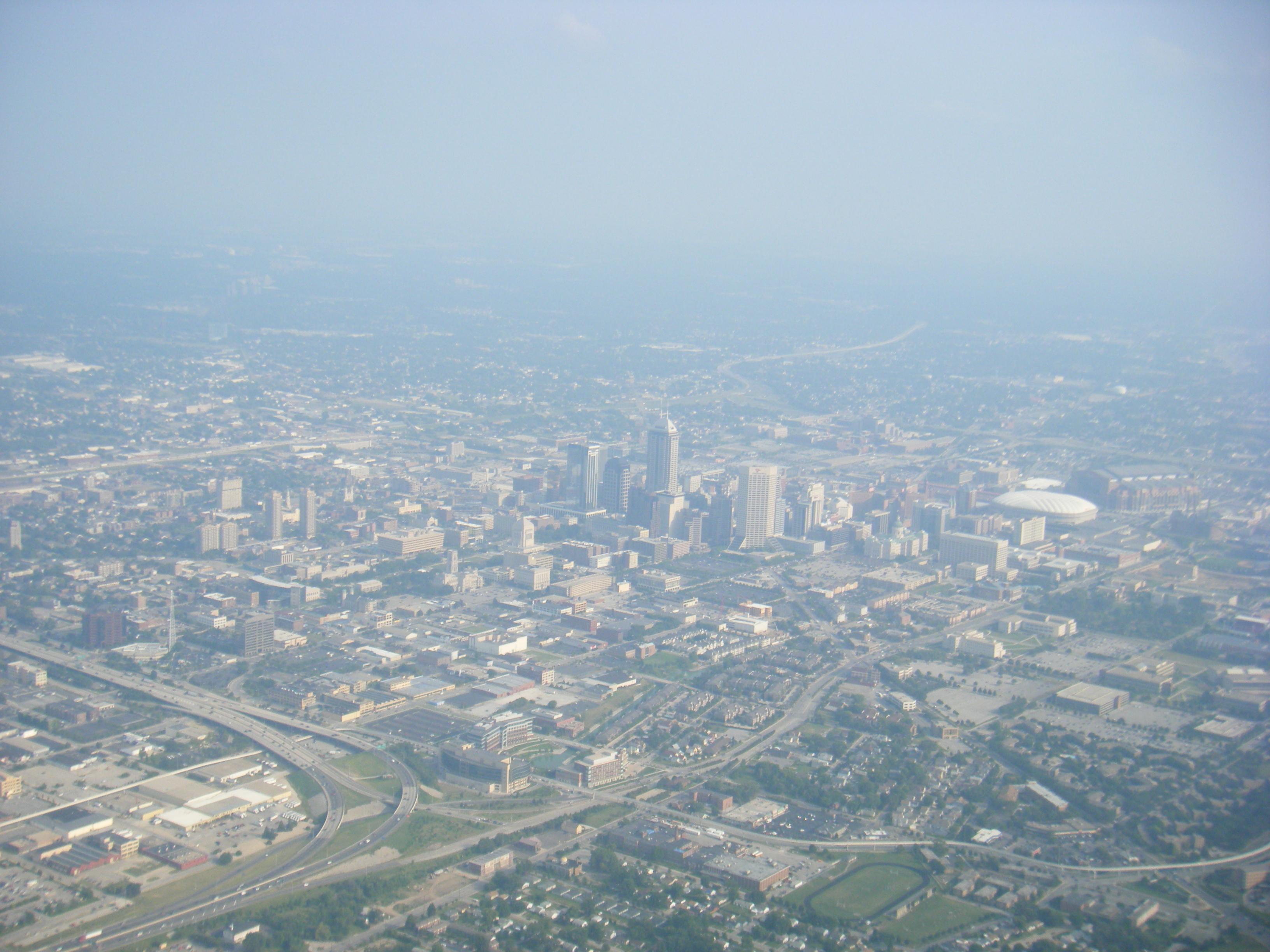
다운타운 인디애나폴리스의 전경

2000년 미국 인구 조사국은 인디애나 주의 인구가 6,080,485명이라고 보고하였다. 인구는 1990년의 5,544,159명에서 10% 가까이 증가하였다. 2000년 조사국에 의하면 인디애나 주는 50개의 주들 중 인구 순위 14위였다.
인디애나 주의 대략 3/4은 주의 메트로폴리탄 지역들 중 하나에 살고 있다. 대략 1/4은 인디애나폴리스의 메트로폴리탄 지역에 산다. 이 11개의 지역들은 전적으로 주의 안에 놓여있다. 다른 3개는 켄터키 주의 일부분으로 놓여있는 데, 하나는 일리노이 주과 위스콘신 주의 일부들을 포함하고 다른 지역들은 오하이오 주와 켄터키 주의 일부분을 포함한다.
주도인 인디애나폴리스는 인디애나 주에서 가장 큰 도시이다. 4개의 다른 도시들은 100,000명 이상의 인구를 가지고 있다. 크기순으로 포트웨인, 에번스빌, 사우스벤드와 게리이다.
인디애나 주의 가장 큰 인구 집단은 독일, 아일랜드, 영국 계통의 주민들이다. 주 인구의 약 9%는 아프리카계 미국인이다.

## 같이 보기
- USS 인디애나